# Jin Ho-eun
Jin Ho-eun (kor. 진호은; ur. 1 września 2000) – południowokoreański aktor.

## Filmografia

### Filmy
- 2019: A Resistance
- 2020:
  - Dumbheaded Duo jako Nam Gil-hoon
  - Kkangchi 2 jako Joon-soo[3]

### Seriale
- 2019: Bi-mil-eui Bi-mil jako Seo Jae-min
- 2020: Teu-wen-ti-teu-wen-ti jako Kang Dae-geun
- 2022:
  - Oneuleun jom maeuljido molla jako Kang Jae-ho
  - Byeolddongbyeol jako Byeon Jeong-yeol
  - W szale zemsty jako Sa Jung-kyung
  - All of Us Are Dead jako Jung Min-jae[4]